# Hugo Brusewitz
Hugo Leonard Brusewitz, född 21 september 1854 i Göteborg, död där 8 november 1943, var en svensk bokförläggare och industriman.

## Biografi
Hugo Brusewitz var son till sterbhusnotarien Adolf Brusewitz och Hulda Hegardt. Han var elev på Schillers realgymnasium i Göteborg och Lunds högre elementarläroverk fram till 1872 och därefter vid Göteborgs handelsinstitut 1872–1874. Han studerade språk i England och Frankrike innan han blev anställd hos G.H. Hegardt & Co och därefter hos Forss AB åren 1874–1884. Brusewitz var direktör för Göteborgs Litografiska AB 1884–1903.
Sedan 1919 var han direktör för AB Hugo Brusewitz Bleckvarufabrik samt styrelseledamot i Svenska boktryckareföreningen, Sveriges litografiska tryckeriägares förening, Svenska Mässan och i en del så kallade milda stiftelser, såsom fattighus, sjukhus och barnhus. År 1919 slogs de ledande bleckvarutillverkarna i Sverige samman till Plåtmanufaktur AB, däribland Brusewitz företag.
Han gifte sig 1884 med Elvira Monthén (1862–1943), dotter till en sjökapten. De ligger i samma grav på Örgryte gamla kyrkogård. Hustrun avled drygt en månad efter sin make.

## Bildgalleri

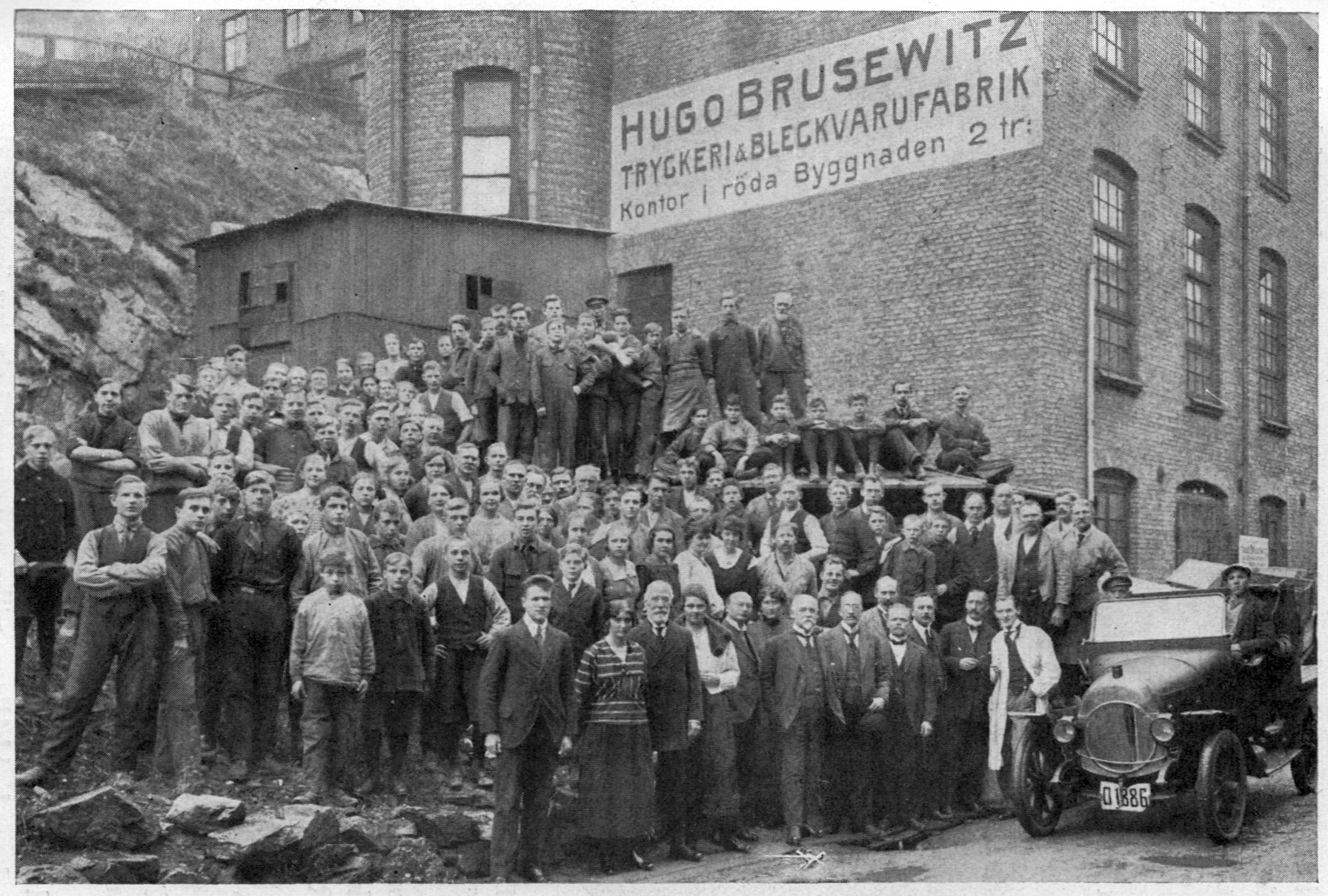
Hugo Brusewitz Bleckvarufabrik. Kontors- och fabrikspersonalen 1923.
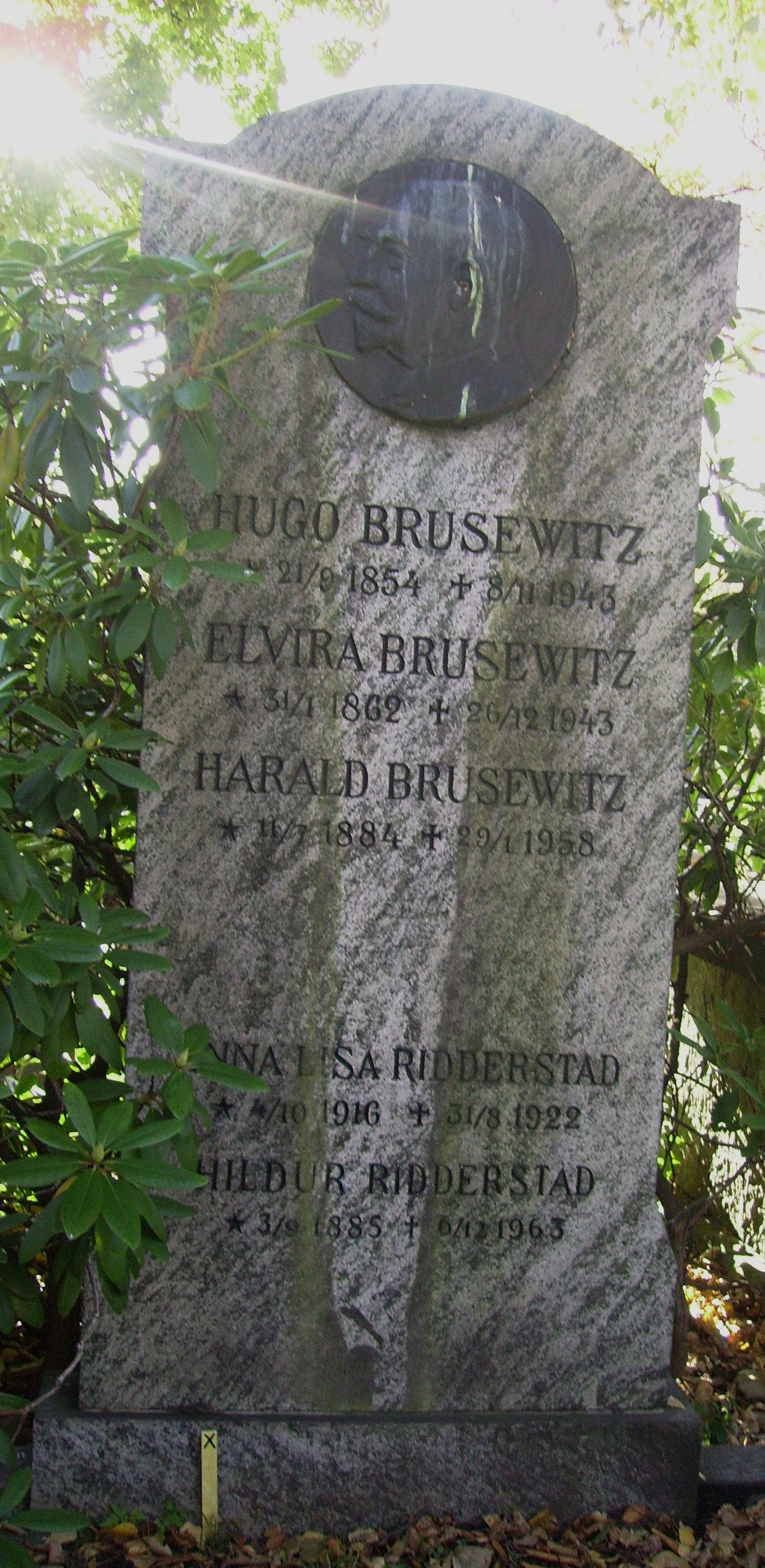
Hugo Brusewitz gravvård på Örgryte gamla kyrkogård.